# Bastiaan Ragas
Bastiaan Johannes Ragas (ur. 30 czerwca 1971 w Lisse) – holenderski piosenkarz pop, członek anglo-holenderskiego boysbandu Caught in the Act.

## Życiorys
Urodził się i dorastał w Lisse z dwoma starszymi braćmi - Jeroenem i Roefem (1965-2007). Uczęszczał do St. Jozef School w Lisse. W młodym wieku brał lekcje gry na pianinie i gitarze i miał swój własny zespół w liceum. Po ukończeniu szkoły średniej, w latach 1989-90 z formacją Up With People odbył tournée po Europie, Stanach Zjednoczonych i Meksyku.
W 1993 roku trafił do boysbandu Caught in the Act. Po początkowych niepowodzeniach grupy, w listopadzie 1994 roku po występie w operze mydlanej RTL Gute Zeiten, schlechte Zeiten, nastąpił przełom i z czasem Caught in the Act odniósł sukces w Niemczech, Austrii, Azji i Australii, nawet większy niż w Holandii. Do 1998 roku zespół nagrał trzy albumy, sprzedał ponad 20 milionów płyt, a piosenki były prezentowane w niemieckim Top Ten. Koncert pożegnalny miał miejsce 16 sierpnia 1998 w Magdeburgu.
W 2000 roku Ragas wydała swój pierwszy album solowy Tomorrow Is Looking Good. W 2001 zaśpiewał i zagrał główną rolę Radamesa w musicalu Aida i otrzymał nagrodę Johnny Kraaikamp Musical Award. Występował w serialach i programach telewizyjnych, w tym w holenderskim serialu medycznym Trauma 24/7. W 2003 roku objął rolę D’Artagnana w musicalu Trzej muszkieterowie. 
Ze związku z Laurą Vlasblom ma syna Sema Bernarda Laurensa (ur. 8 listopada 2001). 25 czerwca 2005 roku poślubił Antonię Grietje 'Tooske'. Mają trzy córki: Helenę Antonię (ur. 13 lutego 2007), Feline Hanneke (ur. 28 maja 2008), Catharinę Marię Catoo (ur. 7 kwietnia 2010).
Pod koniec roku 2015 grupa Caught in the Act wydała singiel, a w marcu boysband wystąpił w holenderskim programie RTL 4 Let’s Dance.

## Dyskografia

### Albumy
- 2002: Tomorrow Is Looking Good
- 2005: Outragas
- 2007: Zin
- 2013: Dansen in de Regen

### Single
- 2000: Still Believe in Love
- 2000: You Complete Me
- 2001: Only You
- 2003: Alles (duet z Tooske Breugem)
- 2004: Unbelievable
- 2005: Pictures Of You
- 2005: Helpless When She Smiles
- 2007: 1000 Manieren
- 2007: De Helft Van Mij
- 2007: Dit Is Mijn Stad
- 2009: Ik Ben Van Jou
- 2009: Mama
- 2010: De Mooiste Tijd Van Het Jaar

## Filmografia

### Filmy fabularne
- 2004: Florisjako Blanchefleur / Marilyn Monroe
- 2005: Deuce Bigalow: Boski żigolo w Europie jako prezenter telewizyjny
- 2006: Sportman van de Eeuw jako Rintje
- 2006: Escort jako Robin
- 2009: Indianin (De Indiaan) jako Jaap, ojciec Koosa

### Seriale TV
- 1994: Gute Zeiten, schlechte Zeiten (Dobre czasy, złe czasy)
- 2001: All stars: De serie jako Romek Spandau
- 2002: Trauma 24/7 jako Bart van de Wetering
- 2005: Gooische vrouwen jako Max
- 2005: Keyzer & de Boer advocaten jako De Bournonville
- 2005: Samen jako Jochem
- 2015: Beatrix, Oranje onder Vuur jako Willem-Alexander
- 2016: De Ludwigs jako Erik